# Orientens Datter
Orientens Datter er en tysk stumfilm fra 1918 af Ernst Lubitsch.

## Medvirkende
- Pola Negri som Ma
- Emil Jannings som Radu
- Harry Liedtke som Albert Wendland
- Max Laurence som Hohenfels
- Margarete Kupfer